# Sphaerodactylus elasmorhynchus
Sphaerodactylus elasmorhynchus este o specie de șopârle din genul Sphaerodactylus, familia Gekkonidae, descrisă de Thomas 1966. Conform Catalogue of Life specia Sphaerodactylus elasmorhynchus nu are subspecii cunoscute.